# Einkommensteuer-Richtlinien
Bei den Einkommensteuer-Richtlinien (EStR) handelt es sich um Weisungen des Bundesministeriums der Finanzen (BMF) an die Finanzverwaltung. Ergänzt werden sie durch die Einkommensteuer-Hinweise (EStH).
Steuerrichtlinien sind kein Steuergesetze, sondern Verwaltungsanweisungen, die sicherstellen sollen, dass die Steuergesetze – hier speziell das Einkommensteuergesetz – von den Finanzämtern einheitlich angewendet und ausgelegt werden. Zweck ist, die Verwaltung zu vereinfachen, BFH-Urteile und Gesetzesänderungen in der Verwaltungspraxis zu berücksichtigen und somit die Gleichbehandlung aller Einkommensteuerpflichtigen zu gewährleisten.
Steuerrichtlinien können ohne Parlamentsbeteiligung direkt von der Bundesregierung (dem BMF) an die Finanzbehörden der Länder (die Finanzämter) gerichtet werden, weil dies von Art. 108 Abs. 7 GG ausdrücklich zugelassen wird. Der Richtlinienerlass erfordert bei durch die Länder verwalteten Steuern wie der Einkommensteuer die Zustimmung des Bundesrates. Bekanntgemacht werden die Richtlinien durch Veröffentlichung im Bundessteuerblatt Teil I.
Hinweise zu Steuerrichtlinien enthalten im Wesentlichen die aktuelle Rechtsprechung und andere Rechtsquellen. Sie werden häufiger als die eigentlichen Richtlinien aktualisiert und sind in den vom BMF herausgegebenen amtlichen Steuer-Handbüchern enthalten.
Die aktuellen Einkommensteuer-Richtlinien wurden als Artikel 1 der Allgemeinen Verwaltungsvorschrift zur Anwendung des Einkommensteuerrechts (Einkommensteuer-Richtlinien 2005 – EStR 2005) im BStBl. I Sondernummer 1/2005 veröffentlicht. In den Folgejahren wurden einzelne Abschnitte der Einkommensteuer-Richtlinien geändert, zuletzt am 18. Dezember 2008 (BStBl. I S. 1017). Diese konsolidierte Fassung, die alle Änderungen bis einschließlich 2008 enthält, wird als Einkommensteuer-Richtlinien 2008 (EStR 2008) bezeichnet.
Der Aufbau der Einkommensteuer-Richtlinien richtet sich seit 2005 nach dem Aufbau des Einkommensteuergesetzes (EStG). Eine einzelne Richtlinie wird dabei folgendermaßen abgekürzt: Nach dem Buchstaben R kommt die Zahl desjenigen Paragraphen des EStG, auf den sich diese Richtlinie bezieht; danach kommt ein Punkt und schließlich, sofern es zu diesem Paragraphen mehr als eine Richtlinie gibt, eine fortlaufende Nummer. Beispiel: R 34b.4 EStR bezeichnet die vierte Richtlinie zu § 34b EStG.

## Aktueller Stand
Allgemeine Verwaltungsvorschrift zur Änderung der Einkommensteuer-Richtlinien 2008 (EinkommensteuerÄnderungsrichtlinien 2012 – EStÄR 2012). Die EStÄR 2012 wurden am 28. März 2013 im Bundessteuerblatt veröffentlicht.